# Acné quístico
El acné quístico  Se trata del tipo más severo de acné, por lo que requiere un cuidado aún más exhaustivo. Esto es lo que recomiendan los dermatólogos
Lo primero que debes hacer es diferenciar el problema, en caso de que sospechemos que podríamos padecer acné quístico, debemos acudir al dermatólogo cuando hay lesiones profundas, dolorosas, que drenan material sebáceo, es de suma importancia de ser diagnosticado por un profesional y acudir preferiblemente de forma precoz para evitar o minimizar secuelas. 
La aparición del acné quístico aparece en la fase de la pubertad, aunque en otros momentos puede aparecer en la edad adulta, más en mujeres por el factor hormonal. No obstante, mientras que la piel va aclarándose significativamente según vamos abandonando la adolescencia, el acné quístico no es tan fácil de combatir, puede mejorar con los años, pero es una tipología más crónica y persistente que requiere tratamiento médico para su control.
El acné quístico es una enfermedad cutánea que se presenta en forma de barros más grandes que el acné hormonal o vulgar, estas lesiones quísticas producen dolor, y dentro tienen acumulaciones de líquido en lo profundo de la piel que puede infectarse.
El acné quístico es la versión más severa de los tipos de acné y las consecuencias de este son: la alteración de las facciones del rostro y las cicatrices que generalmente son difíciles de eliminar, por lo que otra consecuencia es la psicológica y social, lamentablemente hace que las personas pierdan su autoestima y se aíslen socialmente.

## Características
- Aparecen en la adolescencia y pueden durar hasta por veinte años, apareciendo y desapareciendo por etapas.
- Afecta principalmente a los hombres, sin embargo las mujeres con ovarios poliquísticos y antecedentes familiares de acné quístico también lo pueden padecer.
- Su tamaño es superior al de cualquier otro tipo de acné.
- Contiene pus en mayor cantidad desde la capa más profunda de la piel.
- Deja marcas imborrables en la lesión si se manipula o extirpa.
- Se propaga con mucha facilidad en la persona que lo padece más no es contagioso.
- Afecta la autoestima de las personas.

## Causas
- El estrés
- Cosméticos comedogénicos
- Fármacos como esteroides, estrógenos y testosterona.
- Factores ambientales.
- Mala alimentación.
- Mala higiene facial.
- Factores genéticos.